# Dysnymphus
Dysnymphus is een geslacht van vlinders van de familie spanners (Geometridae), uit de onderfamilie Ennominae.

## Soorten
- D. bioculata (Holland, 1893)
- D. monostigma Prout, 1915
- D. sicularia (Plötz, 1880)